# Bo Gerle
Bo Oscar Gerle, född 10 november 1907 i Göteborg, död 27 november 1991, var en svensk psykiater.
Gerle, vars far var arkitekt, blev medicine licentiat i vid Lunds universitet 1936, medicine doktor 1943, docent i rättspsykiatri i Lund 1946 och var docent i psykiatri 1950–70. Han innehade olika läkarförordnanden 1936–43, var amanuens och underläkare vid psykiatriska kliniken i Lund 1944–45, överläkare vid rättspsykiatriska avdelningen på Sankt Lars sjukhus 1946–48, överinspektör för sinnessjukvården 1949–50, blev överläkare och sjukhuschef vid Sankt Lars sjukhus 1950, chefsläkare 1962 och var professor i psykiatri, särskilt rättspsykiatri, vid Lunds universitet och överläkare vid Statens rättspsykiatriska klinik 1970–74. 
Gerle var sakkunnig i straffrättskommittén 1952–53, ledamot av kommittén för översyn av hälso- och sjukvården i riket och mentalsjukvårdsdelegationen 1955–58, Medicinal-/Socialstyrelsens vetenskapliga råd 1959–77 och hedersledamot av Svenska psykiatriska föreningen.
Han gifte sig 1939 med Eva Hagnell.